# Hydnophytum spathulatum
Hydnophytum spathulatum là một loài thực vật có hoa trong họ Thiến thảo. Loài này được Valeton mô tả khoa học đầu tiên năm 1912.